# 徐蕾
徐蕾（1981年—），山东青岛人，汉族，中华人民共和国政治人物、第十一届全国人民代表大会解放军代表。
毕业于解放军体育学院军事体育教育专业，是中共党员。曾是军事五项最年轻世界冠军。2008年起担任全国人大代表。